# Петров, Георгий Иванович (Герой Советского Союза)
Георгий Иванович Петров (1906 — 1945) — лейтенант Советской Армии, участник Великой Отечественной войны, Герой Советского Союза (1945, посмертно).

## Биография
Родился в 1906 году на хуторе Акимовка. Окончил пять классов школы.
В 1941 году был призван на службу в Красную Армию. С июля того же года — на фронтах Великой Отечественной войны.
К январю 1945 года лейтенант Г. И. Петров был парторгом батальона 1103-го стрелкового полка 328-й стрелковой дивизии 47-й армии 1-го Белорусского фронта. Отличился во время освобождения Польши. В ночь с 15 на 16 января 1945 года он одним из первых форсировал Вислу в районе населённого пункта Хотомув к северо-западу от Варшавы и принял активное участие в боях за захват и удержание плацдарма на его западном берегу. В тех боях погиб. Похоронен в польском городе Легьоново.
Указом Президиума Верховного Совета СССР от 6 апреля 1945 года лейтенант Георгий Петров посмертно был удостоен звания Героя Советского Союза. Также был награждён орденами Ленина и Красной Звезды, рядом медалей.